# Франсуа Шале
Франсуа́ Шале́ (фр. François Chalais, справжнє ім'я та прізвище Шарль-Франсуа Бауер (фр. François-Charles Bauer), нар.15 грудня 1919, Страсбург, Франція — 1 травня 1996, Париж, Франція) — французький журналіст, репортер, письменник і історик кіно. Приз Франсуа Шале, названий на його честь, вручається щороку на Каннському міжнародному кінофестивалі.

## Біографія
Шарль-Франсуа Бауер народився 15 грудня 1919 року в місті Страсбурзі у Франції. Журналістську кар'єру почав під час німецької окупації Франції в роки Другої світової війни, пишучи для низки колабораціоністських видань. Проте, він був нагороджений Медаллю Опору після звільнення і продовжував довгу і плідну кар'єру, перш за все, співпрацюючи з France Soir з 1976 по 1986 рік і Le Figaro з 1980 по 1987 рік. Шале був постійним співробітником на французькому телебаченні під час Каннського кінофестивалю, брав інтерв'ю у знаменитостей і зірок кіно, часто зі своєю першою дружиною і колегою Франс Рош.
Шале написав двадцять книг, в тому числі сімнадцять романів і три книги спогадів. Він також автор кількох кіносценаріїв і режисер двох телевізійних фільмів.
У 1975 році Франсуа Шале отримав за свою кар'єру нагороду від Французької Академії.
Шале був одружений з Мей Чен (уроджена Нгуєн Тхі Хоа).
У 1969 році він був членом журі на 19-му Берлінському міжнародному кінофестивалі; у 1978 — членом журі 31-го Каннського кінофестивалю.
Франсуа Шале помер 1 травня 1996 року в Парижі, Франція, від лейкемії. Був похований на старому кладовищі Нейї-сюр-Сен.

## Фільмографія
| Рік  |     | Назва українською      | Оригінальна назва      | Режисер | Сценарист |
| ---- | --- | ---------------------- | ---------------------- | ------- | --------- |
| 1949 |     | Портрет вбивці         | Portrait d'un assassin |         | Так       |
| 1952 |     |                        | Je sème à tout vent    |         | Так       |
| 1953 |     | Закохані з Толедо      | Les amants de Tolède   |         | Так       |
| 1953 |     | Спальня старшокласниць | Dortoir des grandes    |         | Так       |
| 1956 |     | Співчуття до вампірів  | Pitié pour les vamps   |         | Так       |
| 1957 | к/м |                        | Les marines            |         | Так       |
| 1958 |     | Красуня і циган        | La belle et le tzigane |         | Так       |
| 1961 | к/м | Історія собаки         | Une histoire de chiens |         | Так       |
| 1962 | т/ф | Пес                    | Le chien               | Так     | Так       |